# Amadeo Amadei
Amadeo Amadei (Frascati, 1921. július 26. – Frascati, 2013. november 24.) válogatott olasz labdarúgó, csatár.

## Pályafutása

### Klubcsapatban
1937. május 2-án mutatkozott be az olasz élvonalban az AS Roma csapatában. Ekkor 15 éves, 9 hónapos és 6 napos volt. Ezzel a mai napig a legfiatalabban debütáló játékos az olasz bajnokságban. 1938-ig 6 alkalommal szerepelt az első csapatban és egy gólt szerzett. Az 1938–39-es idényben az Atalanta BC együttesében szerepelt. 1939 és 1948 között ismét az AS Roma játékosa és a csapat meghatározó játékosa. Tagja volt az 1941–42-es idényben bajnoki címet szerzett csapatnak. 1948 és 1950 között az Inter, 1950 és 1956 között a Napoli csapatában játszott.

### A válogatottban
1949 és 1953 között 13 alkalommal szerepelt az olasz válogatottban és hét gólt szerzett.

## Sikerei, díjai
- Olasz bajnokság
  - bajnok: 1941–42